# Monstera tarrazuensis
Monstera tarrazuensis — вид квіткових рослин з родини кліщинцевих (Araceae).

## Розповсюдження
Місцем проживання цього виду є Коста-Рика.